# Faith Nolan
Faith Nolan (Halifax, Canadá, 1957) es una activista social canadiense, cantautora y guitarrista de folk y jazz de ascendencia mixta africana, micmac e irlandesa. Reside en Toronto, Ontario, Canadá.

## Trayectoria
Nolan y su familia vivían en Africville, una comunidad predominantemente negra de Halifax, Nueva Escocia. A una edad temprana, ella y su familia se trasladaron al barrio de Cabbagetown en Toronto.
Nolan está considerada parte del movimiento musical feminista canadiense de los años 80 y 90. En los primeros años de su carrera, actuó con la banda feminista The Heretics. La música de Nolan se describe como "su obra política, una política firmemente enrraizada en su condición de clase trabajadora, mujer, afrocanadiense y queer". Nolan es abiertamente lesbiana, y utiliza su música para vincular su sexualidad con la historiatida musical de la Norteamérica negra.
Parte de su trabajo activista ha sido documentar la historia social, política y cultural de Africville, un histórico asentamiento afrocanadiense en el Canadá marítimo. Rinaldo Walcott la cita como una de las artistas afrocanadienses que trabajan para evitar el borrado de la presencia negra en la historia de Canadá.
Nolan ha pasado sus últimos años trabajando con mujeres prisioneras en varias cárceles de todo el mundo, como el Centro Vanier para Mujeres en Milton (Ontario) y la Institución Grand Valley para Mujeres en Kitchener (Ontario).
Su objetivo es "que se produzcan cambios sociales que pongan fin a la degradación de las mujeres y dejen de castigarlas injustamente por defenderse".
También dirige un taller de terapia musical en el Centro Vanier para Mujeres y en Sistering, una organización de mujeres situada en el centro de la ciudad que presta apoyo a mujeres sin hogar, marginadas y con bajos ingresos.
En su búsqueda, ha fundado y dirigido varios coros, como Singing Elementary Teachers of Toronto, CUPE Freedom Singers, Women of Central East Correctional Center y Sistering Sisters.
En 1994, Nolan, junto con el Colectivo de Mujeres de Color de Toronto, antes conocido como Toronto Multicultural Womyn in Concert, ayudó a establecer el Campamento SIS (Sisters in Struggle) situado en Kawarthas, 2 horas al noreste de Toronto.
En 2009, Nolan fue nombrada Bollera de Honor para las celebraciones del Orgullo Gay de Toronto de ese año y encabezó la Marcha de Bolleras de 2009.
El 29 de noviembre de 2014, Nolan fue reconocida en la tercera gala anual del Premio de Artes Laborales Min Sook Lee por su contribución al movimiento artístico y laboral.
En 2021, su álbum Africville fue nombrado ganador del jurado del Premio Polaris Heritage en el Premio de Música Polaris 2021.

## Discografía
- Africville (1986)
- Sistership (1987)
- Freedom to Love (1989)
- Hard to Imagine (1996)
- Faith Nolan: A Compilation 1986-1996 (1996)
- On the line (picketline songs) (2000)
- Overloaded, Fed Up and On the Line (2002)
- Let it Shine (2002)
- Faith Nolan Live with Mary Watkins (2003)
- Day Done Broke (2006)
- One World (2008)
- Mannish Gal (2008)
- CUPE Freedom Singers. And Faith Nolan (2009)
- Jailhouse Blues (2014)

## Filmografía
- Older, Stronger, Wiser (1989)
- Sisters in the Struggle (1992)

- Long Time Comin, featuring the life and music of Faith Nolan (1993)
- "Critical Resistance": Prison Industrial Complex (1996)
- Listening to Something (2000)
- Within These Cages (2003)
- Stand Together (2003)
- Till Death Do Us Part (2008)
- Missing Murdered Women "Highway of tears" (2011)

## Radio
- Queer Black Women Blues (1991)
- I am a Prisoner (2004)
- CBC Toronto interview (2007)
- CBC Vancouver interview (2008)

## Reconocimientos
- Maple Blues Nominee (1999)
- Recipient Honored Dyke (2001)
- Recipient, Robert Sutherland Award for Activist and Musical Contributions to African Canadians (2005)
- Toronto Arts Council Award, Grant (2006/2000)
- Ontario Federation Labour Cultural Activist Award Recipient (2008)
- Canada Council Awards, Grant (2008/2002/1996)
- OAC Award, Grant (2008/2004/2000)
- Afro Nova Scotian Cultural Music Award (2009)
- EGALE Black History Month Recipient (2011)
- Mayworks Social Justice Music Activist Award (2014)